# Infos sans gros mot
Infos sans gros mot (France) ou L'affaire est dans le sacre (Québec) (You Kent Always Say What You Want) est le 22e épisode de la saison 18 et le 400e de la série télévisée d'animation Les Simpson.

## Synopsis
En rentrant de chez le dentiste, Homer achète le millionième cône de glace et Kent Brockman l'invite pour en parler dans son émission. Sur le plateau, Homer renverse une tasse de café brûlant sur Kent et celui-ci lance un abominable juron qui lui fait perdre son travail.
Durant toute la seconde moitié, cet épisode fait référence et reproduit des scènes du film Good Night and Good Luck de George Clooney qui dénonce le maccarthisme.